# Anatol Pawlowitsch Lieven

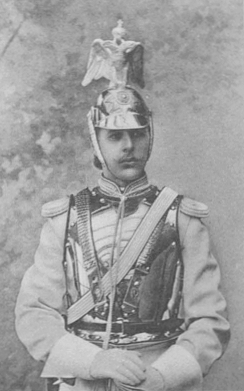
Lieven 1898

Anatol Pawlowitsch Lieven (russisch Анатолий Павлович Ливен Anatoli Pawlowitsch Liwen; deutsch Anatol Leonid von Lieven; * 16. Juli 1872 in Sankt Petersburg, Russisches Kaiserreich; † 3. April 1937 in Ķemeri, Lettland) war ein deutschbaltischer Offizier in Russland. 1919 befehligte er eine weißgardistische Einheit im Baltikum.

## Leben
Die von Lieven gehörten zu den ältesten Adelsfamilien im Baltikum. Seine Eltern waren der livländische Landmarschall Fürst Paul von Lieven (1821–1881) und Natalie Gräfin von der Pahlen (1842–1920). Anatol Lieven studierte nach dem Besuch des Gymnasiums an der Petersburger Universität Jura. Gleichzeitig legte er die Prüfungen an der Nikolai-Kavallerieschule (Николаевское кавалерийское училище) ab. Von 1896 bis 1908 war er Offizier im Chevalier-Garde-Regiment der Kaiserin, danach bewirtschaftete er sein Landgut Mesothen im Gouvernement Kurland. Er nahm in seinem Regiment am Ersten Weltkrieg teil und wurde 1917 zum Rittmeister befördert. Nach der Russischen Oktoberrevolution schloss er sich 1918 der von Deutschland unterstützten monarchistischen Russischen Westarmee bei Pskow an.
Nach der Besetzung Lettlands durch die Bolschewiki bildete er 1919 aus zarentreuen Offizieren die Abteilung Lieven und unterstellte sich der Baltischen Landeswehr zum Kampf gegen die Bolschewisten.
Nach einem Militärputsch am 16. April 1919 sollte ihm zusammen mit Jānis Balodis die Staatsführung Lettlands übertragen werden, was beide jedoch ablehnten. Kurz nach der Einnahme Rigas erlitt Lieven am 24. Mai bei einem Verfolgungsgefecht eine schwere Verwundung. Danach konnte er zeitlebens nur mit Krücken gehen.
Ab dem 6. Juni wurden ihm zusätzliche russische Einheiten der Obersten Bermondt und Wirgolitsch unterstellt. Lieven verbot seinen Truppen die Teilnahme an den Kämpfen gegen die Armee Estlands und das lettische Nordkorps. Nach dem Waffenstillstand von Strasdenhof wurden seine inzwischen 4000 Mann starken Verbände in Westrussische Befreiungsarmee umgetauft und von Judenitsch als Teil der weißen Armee anerkannt. Lieven leistete im Gegensatz zu Bermondt und Wirgolitsch einem Befehl von Judenitsch Folge und ließ die Abteilung Lieven am 9. Juli nach Estland zur Nordarmee abtransportieren. Er selbst begab sich nach Deutschland um seine Verwundung behandeln zu lassen.
Nach dem Ende des lettischen Unabhängigkeitskrieges wurde er lettischer Staatsbürger und betrieb auf seinem Restgut in Mežotne eine Ziegelfabrik. Er war in den 1920er Jahren ein führendes Mitglied in den Organisationen der russischen monarchistischen Emigranten.

## Familie
Seine erste Frau hieß Seraphine Fürstin Saltikowa. Nach deren Tod heiratete er Elise Marie Baronesse Fircks.